# Kabinet-Schermerhorn-Drees
Het kabinet-Schermerhorn-Drees was het Nederlandse kabinet van 25 juni 1945 tot 3 juli 1946. Het kabinet werd gevormd door de politieke partijen Roomsch-Katholieke Staatspartij (RKSP), Sociaal-Democratische Arbeiderspartij (SDAP), Vrijzinnig-Democratische Bond (VDB). Ruim een maand na de bevrijding benoemde koningin Wilhelmina dit eerste naoorlogse kabinet. Staatkundig beschouwd was het een zogenaamd koninklijk kabinet maar het wordt ook wel een noodkabinet genoemd. Het kreeg van de koningin de opdracht orde op zaken te stellen na de Duitse bezetting, het economisch herstel ter hand te nemen en verkiezingen voor te bereiden. Het noodparlement zou pas vanaf november 1945 functioneren.
Het kabinet-Schermerhorn-Drees bestond uit ministers van de SDAP (in 1946 met de VDB en CDU samengegaan in de PvdA), de CHU'er Lieftinck (die later lid werd van de  PvdA) en RKSP (later deel van KVP), alsmede vijf partijloze ministers, van wie er later twee PvdA-lid werden. Minister-president Schermerhorn was afkomstig uit de kring van de VDB.
Nadat in mei 1946 Tweede Kamerverkiezingen hadden plaatsgevonden, vroeg het kabinet ontslag, wat de koningin in beraad hield. Nadat op basis van de verkiezingsuitslag het kabinet-Beel I was gevormd, dat op steun van een meerderheid in de Tweede Kamer kon rekenen, verleende de koningin het zittende kabinet ontslag.

## Bijzonderheden
Het kabinet moest het economische leven (landbouw, nijverheid, handel) en de infrastructuur (spoorwegen, dijken, wegen, havens) weer op orde brengen na de vele verwoestingen ten gevolge van de oorlog. Verder moest het democratisch bestuur (gemeenteraden, provincies) worden hersteld en zo nodig vernieuwd.
Tot een van de vele taken waarvoor dit eerste naoorlogse kabinet zich gesteld zag, hoorde het organiseren van de zuivering en berechting van personen die hadden meegewerkt met de bezetters, toendertijd 'foute' Nederlanders genoemd. Dat was een precaire aangelegenheid omdat de regering bij begin van de bezetting alle ambtenaren had opgedragen zoveel mogelijk medewerking te verlenen. Daarvoor werd een organisatie van bijzondere rechtspleging opgezet, bestaande uit bijzondere rechtbanken en tribunalen, en zuiveringsraden.
Ook de voedselvoorziening moest weer op gang worden gebracht. Vanwege de aanwezigheid van veel zwart geld vond in juli 1945 een geldzuivering plaats via het zogenaamde 'tientje van Lieftinck'. Ook het culturele leven (pers, omroep) werd weer genormaliseerd.
Tot augustus 1945 vroeg de strijd in het Verre Oosten tegen Japan nog de nodige aandacht. Nederland was daarbij nauw betrokken in verband met het toenmalige overzeese gebiedsdeel Nederlands-Indië. Daarna werd het kabinet geconfronteerd met het eenzijdig uitroepen van de onafhankelijkheid door de Republik Indonesia.
Begin 1946 diende het daarom een wijziging van de grondwet in die het mogelijk moest maken dienstplichtigen tegen hun wil naar Indië te sturen voor politionele acties, zoals de regering het noemde.

## Ambtsbekleders
| Ambtsbekleders                                    | Ambtsbekleders                 | Ambtsbekleders                                 | Ministers / Ministerie               | Ministers / Ministerie                                  | Termijn                                                                                   | Partij                       |
| ------------------------------------------------- | ------------------------------ | ---------------------------------------------- | ------------------------------------ | ------------------------------------------------------- | ----------------------------------------------------------------------------------------- | ---------------------------- |
|                                                   | W. (Wim) Schermerhorm          | dr.ir. W. (Wim) Schermerhorn (1894–1977)       | Minister-president / Minister        | Algemene Oorlogsvoering                                 | 25 juni 1945 – 3 juli 1946                                                                | VDB                          |
|                                                   | W. (Wim) Schermerhorm          | dr.ir. W. (Wim) Schermerhorn (1894–1977)       | Minister-president / Minister        | Algemene Oorlogsvoering                                 | 25 juni 1945 – 3 juli 1946                                                                | PvdA                         |
|                                                   | W. (Willem) Drees              | W. (Willem) Drees (1886–1988)                  | Vicepremier / Minister               | Sociale Zaken                                           | 25 juni 1945 – 7 augustus 1948                                                            | SDAP                         |
|                                                   | W. (Willem) Drees              | W. (Willem) Drees (1886–1988)                  | Vicepremier / Minister               | Sociale Zaken                                           | 25 juni 1945 – 7 augustus 1948                                                            | PvdA                         |
|                                                   | L.J.M. (Louis) Beel            | mr.dr. L.J.M. (Louis) Beel (1902–1977)         | Minister                             | Binnenlandse Zaken                                      | 23 februari 1945 – 15 september 1947                                                      | RKSP                         |
|                                                   | L.J.M. (Louis) Beel            | mr.dr. L.J.M. (Louis) Beel (1902–1977)         | Minister                             | Binnenlandse Zaken                                      | 23 februari 1945 – 15 september 1947                                                      | KVP                          |
|                                                   | E.N. (Eelco) van Kleffens      | mr. E.N. (Eelco) van Kleffens (1894–1983)      | Minister                             | Buitenlandse Zaken                                      | 10 augustus 1939 – 1 maart 1946 (afgetreden na benoeming tot minister voor VN Zaken)      | O (Liberaal)                 |
|                                                   | J.H. (Herman) van Roijen       | mr.dr. J.H. (Herman) van Roijen (1905–1993)    | Minister                             | Buitenlandse Zaken                                      | 1 maart 1946 – 3 juli 1946                                                                | O (Sociaal- democraat)       |
|                                                   | P. (Piet) Lieftinck            | mr.dr. P. (Piet) Lieftinck (1902–1989)         | Minister                             | Financiën                                               | 25 juni 1945 – 1 juli 1952                                                                | CHU                          |
|                                                   | P. (Piet) Lieftinck            | mr.dr. P. (Piet) Lieftinck (1902–1989)         | Minister                             | Financiën                                               | 25 juni 1945 – 1 juli 1952                                                                | PvdA                         |
|                                                   | H.A.M.T. (Hans) Kolfschoten    | mr. H.A.M.T. (Hans) Kolfschoten (1903–1984)    | Minister                             | Justitie                                                | 25 juni 1945 – 3 juli 1946                                                                | RKSP                         |
|                                                   | H.A.M.T. (Hans) Kolfschoten    | mr. H.A.M.T. (Hans) Kolfschoten (1903–1984)    | Minister                             | Justitie                                                | 25 juni 1945 – 3 juli 1946                                                                | KVP                          |
|                                                   | H. (Hein) Vos                  | ir. H. (Hein) Vos (1903–1972)                  | Minister                             | Handel en Nijverheid                                    | 25 juni 1945 – 3 juli 1946                                                                | SDAP                         |
|                                                   | H. (Hein) Vos                  | ir. H. (Hein) Vos (1903–1972)                  | Minister                             | Handel en Nijverheid                                    | 25 juni 1945 – 3 juli 1946                                                                | PvdA                         |
|                                                   | J. (Jo) Meynen                 | mr. J. (Jo) Meynen (1901–1980)                 | Minister                             | Oorlog                                                  | 25 juni 1945 – 3 juli 1946                                                                | ARP                          |
|                                                   | J.M. (Jim) de Booy             | J.M. (Jim) de Booy (1885–1969)                 | Minister                             | Marine                                                  | 23 februari 1945 – 3 juli 1946                                                            | O (Liberaal)                 |
|                                                   | G. (Gerard) van der Leeuw      | dr. G. (Gerard) van der Leeuw (1890–1950)      | Minister                             | Onderwijs, Kunsten en Wetenschappen                     | 25 juni 1945 – 3 juli 1946                                                                | O (Protestants- christelijk) |
|                                                   | G. (Gerard) van der Leeuw      | dr. G. (Gerard) van der Leeuw (1890–1950)      | Minister                             | Onderwijs, Kunsten en Wetenschappen                     | 25 juni 1945 – 3 juli 1946                                                                | PvdA                         |
|                                                   | Th.S.G.J.M. (Steef) van Schaik | ir. Th.S.G.J.M. (Steef) van Schaik (1888–1968) | Minister                             | Verkeer en Energie                                      | 25 juni 1945 – 3 juli 1946                                                                | RKSP                         |
|                                                   | Th.S.G.J.M. (Steef) van Schaik | ir. Th.S.G.J.M. (Steef) van Schaik (1888–1968) | Minister                             | Verkeer en Energie                                      | 25 juni 1945 – 3 juli 1946                                                                | KVP                          |
|                                                   | S.L. (Sicco) Mansholt          | S.L. (Sicco) Mansholt (1908–1995)              | Minister                             | Voedselvoorziening, Landbouw en Visserij                | 25 juni 1945 – 6 oktober 1945                                                             | SDAP                         |
|                                                   | S.L. (Sicco) Mansholt          | S.L. (Sicco) Mansholt (1908–1995)              | Minister                             | Landbouw, Visserij en Voedselvoorziening                | 6 oktober 1945 – 1 januari 1958                                                           | PvdA                         |
|                                                   | J.A. (Johan) Ringers           | dr.ir. J.A. (Johan) Ringers (1885–1965)        | Minister                             | Openbare Werken en Wederopbouw                          | 25 juni 1945 – 15 november 1946                                                           | O (Liberaal)                 |
|                                                   | J.H.A. (Johann) Logemann       | mr.dr. J.H.A. (Johann) Logemann (1892–1969)    | Minister                             | Uniezaken en Overzeese Rijksdelen                       | 25 juni 1945 – 3 juli 1946                                                                | O (Sociaal- democraat)       |
|                                                   | J.H.A. (Johann) Logemann       | mr.dr. J.H.A. (Johann) Logemann (1892–1969)    | Minister                             | Uniezaken en Overzeese Rijksdelen                       | 25 juni 1945 – 3 juli 1946                                                                | PvdA                         |
| Ambtsbekleders                                    | Ambtsbekleders                 | Ambtsbekleders                                 | Minister / Portefeuille / Ministerie | Minister / Portefeuille / Ministerie                    | Termijn                                                                                   | Partij                       |
|                                                   | J.H. (Herman) van Roijen       | mr.dr. J.H. (Herman) van Roijen (1905–1993)    | Minister                             | • Verenigde Naties aangelegenheden (Buitenlandse Zaken) | 25 juni 1945 – 1 maart 1946 (afgetreden na benoeming tot minister van Buitenlandse Zaken) | O (Sociaal- democraat)       |
|                                                   | E.N. (Eelco) van Kleffens      | mr. E.N. (Eelco) van Kleffens (1894–1983)      | Minister                             | • Verenigde Naties aangelegenheden (Buitenlandse Zaken) | 1 maart 1946 – 1 juli 1947                                                                | O (Liberaal)                 |
| Bron: Kabinet-Schermerhorn-Drees Rijksoverheid.nl |                                |                                                |                                      |                                                         |                                                                                           |                              |

## Kabinetsformatie
- Ontslagaanvrage vorig kabinet: 9 mei 1945
- Beëdiging kabinet: 24 juni 1945
- Duur formatie: 47 dagen
- Formateur, dr.ir. W. Schermerhorn (VDB) en W. Drees (SDAP), 29 dagen

## Reden ontslagaanvraag
Ontbinding van de Tweede Kamer en eerste naoorlogse verkiezingen.